# Orjol
Orjol (russisk: Орёл, tr. Orjol, også Orel; dansk: ~ ørn) er en by er en by i Orjol oblast, Centrale føderale distrikt i Den Russiske Føderation, administrativt center i oblasten. Byen ligger omkring 360 km sydvest for Moskva og har 303.696(2022) indbyggere. Orjol blev grundlagt i 1566 .

## Geografi
Orjol ligger i det frugtbare sortjordsbælte.

### Klima
Januar er den koldeste måned med en gennemsnitstemperatur på –7,4 °C, juli er den varmeste måned med en gennemsnitstemperatur på +18,3 °C. Nedbøren er på 600 mm pr. år.

## Historie
Byen, der har rødder tilbage til et fort fra 1100-tallet, blev formelt grundlagt i 1566, som en fæstning ved Oka for at forsvare Zar-ruslands sydlige grænser. Under 2. verdenskrig blev byen angrebet af de tyske værnemagtsstyrker under slaget om Moskva og besat 3. oktober 1941. Byen blev atter befriet af Den Røde Hær den 5. august 1943.[kilde mangler]

### Befolkningsudvikling
| År   | Indbyggere |
| ---- | ---------- |
| 1897 | 69.735     |
| 1939 | 110.564    |
| 1959 | 151.521    |
| 1970 | 232.216    |
| 1979 | 304.971    |
| 1989 | 336.862    |
| 2002 | 333.310    |
| 2010 | 317.747    |

Note: Data fra folketællinger

## Erhverv
Korndyrkning, kornhandel og levnedmiddelindustri er vigtige erhverv i Orjol. Der ud over ligger stålværket Severstal og den keramiske fabrik Kerama Marazzi i byen. 2010 åbnede Sanofi-Aventis Vostok en ny medicinalvirksomhed, der bl.a. fremstiller insulin.

## Kultur og seværdigheder
Der findes uddannelsesinstitutioner i Orjol, blandt andet et statsligt Landbrugsakademi, et Veterinærakademi, et Statsuniversitet samt et Teknisk Universitet.
Byen er hjemsted for Turgenjev-museum.

## Kendte indbyggere fra Orjol
- Mikhail Bakhtin (1895–1975), litterat og litteraturkritiker.
- Felix Dzerzjinskij (1877–1926), russisk politiker.
- Nikolaj Leskov (1831–1895), forfatter.
- Denis Mensjov (født 1978), cykelrytter.
- Aleksej Stakhanov (1906–1977), minearbejder.
- Ivan Turgenev (1818–1883), forfatter.